# You Suffer
"You Suffer" là một bài hát của ban nhạc grindcore người Anh Napalm Death, từ album phòng thu đầu tay của họ, Scum. Bài hát được Sách Kỷ lục Guinness công nhận là bài hát ngắn nhất từng được thu âm. Nó dài chính xác 1,316 giây.
Bài hát được viết bởi hai thành viên Nicholas Bullen và Justin Broadrick trong thời kỳ thu âm bản demo album From Enslavement to Obliteration vào tháng 3 năm 1986, và nằm trong album Scum, phát hành năm 1987.

Theo Broadrick: 
| “ | "You Suffer" phần lớn là một thứ để cười, một bài hát dài một giây. Cực kỳ ngu ngốc. Nó lố bịch, nhưng nó vui nhộn. Chúng tôi chơi bài hát trước mặt 30 đứa trẻ địa phương, gần như, mọi cuối tuần. Chúng tôi chơi tới 30 lần. Nó là một trò cười. | ” |

Nic Bullen nói bài hát được ảnh hưởng bởi bài hát "E!" của Wehrmacht (1985).

## Phát hành
Năm 1989 bài hát xuất hiện trên một mặt đĩa đơn 7" bán miễn phí với một album tổng hợp tên Grindcrusher. Bài hát trên mặt còn lại, "Mega-Armageddon Death Part 3" của Electro Hippies, cũng chỉ dài khoảng một giây, khiến đây trở thành là đĩa đơn ngắn nhất từng phát hành.

## Video
Để kết hợp với việc phát hành DualDisc Scum tháng 3 năm 2007, một video âm nhạc sản xuất bởi Earache Records được phát hành cho bài hát. Video chiếu hình một cô bé đang khóc nhảy lên và xuống khi bị bắn.